# Ibirque
Ibirque ist ein spanischer Ort in der Provinz Huesca der Autonomen Gemeinschaft Aragonien. Ibirque, im Pyrenäenvorland liegend, gehört zur Gemeinde Sabiñánigo. Der Ort hat seit den 1960er Jahren keine Einwohner mehr.

## Geographie
Der Ort liegt etwa 21 Kilometer (Luftlinie) südöstlich von Sabiñánigo und ist über die N330 und dann über eine Piste zu erreichen. 

## Sehenswürdigkeiten
- Dolmen de Ibirque
- Romanische Pfarrkirche, als Ruine erhalten